# Urpo Korhonen
Urpo Pentti Korhonen (* 8. Februar 1923 in Rautalampi; † 10. August 2009 in Lahti) war ein finnischer Skilangläufer.
Urpo Korhonen startete für den Verein Evon Mestäpojat. Er nahm an den Olympischen Winterspielen 1952 in Oslo teil und gewann dort gemeinsam mit Heikki Hasu, Paavo Lonkila und Tapio Mäkelä die Goldmedaille im 4-mal-10-Kilometer-Staffelrennen vor den gastgebenden Norwegern und der Mannschaft aus Schweden. Es war zugleich der Gewinn des Weltmeistertitels.